# رافاييل بيانكي
رافاييل بيانكي (7 يناير 1971 مونتفيدو الأوروغواي - ) هو لاعب كرة قدم أوروغواني يلعب كمهاجم.